# Angika jezik
Angika jezik (anga, angikar, chhika-chhiki; ISO 639-3: anp), jedan od dvanaest biharskih jezika koji pripada istočnoj zoni indoarijskih jezika. Govori ga oko 725 000 ljudi (1997) u sjevernom Biharu, Indija, i oko 15 900 u Nepalu (2001 popis) u regiji Terai.
Govornici se služe i hindijem; piše se devanagarijem.
Angika govoricima primarni je jezik za narode Rajdhop (1 700), Chapota (nepoznat broj), Kishanpanchi (nepoznat broj) i Markande (31 000), ali kao drugim jezikom njime se služi oko stotinu etničkih skupina

## Vanjske poveznice
- Ethnologue (14th)
- Ethnologue (15th)